# MESA Ardennenmarsch
Der Marche Europèenne du Souvenir et de l’Amitié (französisch: "Europäischer Marsch der Erinnerung und der Freundschaft, kurz: MESA; in Deutschland auch als "Ardennenmarsch" bekannt) ist eine Marschveranstaltung in den Ardennen.
In vier Tagen legen die Teilnehmer eine Distanz von 130 Kilometern (oder wahlweise als „Mini-MESA“ 4 × 15 km) zurück. Es nehmen sowohl Zivilisten als auch Soldaten aus vielen Ländern teil. Für Soldaten der belgischen Armee besteht die Pflicht, einmal im Jahr am MESA oder am Ijzermarsch teilzunehmen. Der Organisator benannte die Teilnehmerzahl im Jahre 2007 auf ca. 15 000.
Geschichte:
Der erste Marsch war in Wirklichkeit eine Militärübung, die 1967 anlässlich der jährlichen Festlichkeiten durch das 3. Ardennenjägerregiment, kaserniert in Vielsalm, organisiert wurde. Das Ziel dieses Marsches waren die Verteidigungstellen, wo im Mai 1940 die Ardennenjäger berühmt geworden sind, zurückzulegen und ihnen die Ehre zu erweisen.
Die Teilnehmer (ungefähr 150) waren Wehrpflichtige, die ihren Militärdienst leisteten, Berufssoldaten und einige Reserveoffiziere.
Die Strecke umfasste vier Etappen von etwa 30 Kilometer zwischen Arlon, Martelange, Bastogne, Chabrehez und als Endpunkt Rochelinval (zwischen Trois-Ponts und Vielsalm).
Der neue Regimentskommandeur des 3. Ardennen Jägerregiments erzielte 1968 von den Militärbehörden die Fortsetzung des Marsches der Erinnerung und die Teilnahme anderer Einheiten der Armee, der Reservisten und der Zivilbevölkerung (vor allem aus der Region von Vielsalm). Die Marschrouten wurden leicht geändert, um eine Etappe durch Houffalize und den Endpunkt in Vielsalm veranstalten zu können. 1969 wurde der Marsch der Erinnerung Ende Juni organisiert, um den Jugendlichen die Gelegenheit zu bieten, teilzunehmen. In Anbetracht der Stimmung und der Freundschaft zwischen den Teilnehmern, wurde der Name des Marsches 1971 „Marsch der Erinnerung und der Freundschaft (MSA)“. Er hat diesen Namen bis 1993 behalten. Seitdem heißt er „Europäischer Marsch der Erinnerung und der Freundschaft (MESA)“.